# Kap Yelcho
Kap Yelcho ist ein Kap am nordwestlichen Ausläufer von Elephant Island im Archipel der Südlichen Shetlandinseln.
Benannt wurde das Kap von Teilnehmern der britischen Joint Services Expedition to Elephant Island (1970–1971). Namensgeber ist der chilenische Dampfschlepper Yelcho, mit dessen Hilfe im August 1916 der auf Elephant Island verschollene Mannschaftsteil der Endurance-Expedition (1914–1917) gerettet worden war.